# Ernst Schreiner
Ernst Ludwig Schreiner (* 9. März 1879 in Herborn, Hessen-Nassau; † 16. Dezember 1943 in Korntal) war ein deutscher Buchhändler und Schriftsteller. 

## Leben
Ernst Schreiner wurde als Sohn des Herborner Bäckers Reinhard Schreiner und seiner Frau Emilie Weber geboren. Er war im württembergischen Ort Korntal für die Buchhandlung der dortigen Brüdergemeinde und den Morgenstern-Verlag tätig, für den er von 1921 bis 1939 die Zeitschrift Der Morgenstern, herausgab, eine Monatsschrift zur Betrachtung des prophetischen Wortes und zur Pflege des geistlichen Lebens. Schreiner verfasste eine Vielzahl von protestantisch-theologischen Abhandlungen, die in der Frühphase des Ersten Weltkriegs von offensichtlicher Kriegsbegeisterung geprägt waren. Daneben veröffentlichte er zahlreiche Erzählungen und Gedichte. Darunter die Erzählung Wenn das Herz spricht, die 1952 von Compton Bennett, mit Maria Schell und Marius Goring in den Hauptrollen, verfilmt wurde.

## Werke
- 1904: Siegende Mächte, Mülheim-Ruhr
- 1905: Der Kanzler zu Babel, Kassel
- 1906: Hinein ins Heiligtum!, Stuttgart
- 1907: Allerlei Menschen von heute, Stuttgart
- 1907: Vom Alpenland und Meeresstrand, Stuttgart
- 1908: Wenn die Seele erwacht, Stuttgart
- 1909: Können die Erdbeben unserer Zeit den Glauben an Gottes Vorsehung erschüttern?, Stuttgart
- 1909: Der Notschrei unserer Zeit an uns Christen gerichtet, Stuttgart
- 1909: Vivit, Chemnitz 1909
- 1909: Was dir im Herzen wiederklingt, Stuttgart
- 1909: Der Weg zum fröhlichen Leben, Chemnitz
- 1909: Der Zeitgeist, Mülheim a.d.R.
- 1910: Briefe aus Männedorf, Stuttgart
- 1910: Charakterbildung, Chemnitz
- 1910: Geistestrieb und Zungenreden, Stuttgart
- 1910: Heilkraft für die Nervösen, Stuttgart
- 1910: Das Ideal der Männlichkeit, Chemnitz
- 1910: Der moderne Mensch und das Gebet, Chemnitz
- 1910: Der sichere Weg zum Wohlstand und zum Glück, Stuttgart
- 1910: Der Tatbeweis des Christen, Chemnitz
- 1910: Uns ist ein Kind geboren!, Stuttgart
- 1910: Unser Einfluß, eine Großmacht, Chemnitz
- 1910: Von der wahren Freiheit, Chemnitz
- 1910: Die Welt unserer Gewohnheiten, Chemnitz
- 1911: Menschen, die von Wahrheit träumten, Chemnitz
- 1911: Sieben Segensquellen, Stuttgart
- 1911: Warum schweigt Gott zu deinem Gebet?, Freiburg
- 1911: Was bringt uns die nächste Zukunft?, Stuttgart
- 1912: Christus und die Männerwelt, Stuttgart
- 1912: Gottes Abrechnung mit den Völkern Europas, Stuttgart (in polnischer Übersetzung 1913[2])
- 1912: Schlichte Erinnerungen an Samuel Zeller, Stuttgart
- 1912: Die Selbsterziehung, Chemnitz
- 1912: Was Christ in dieser Weltzeit erlebte, Stuttgart
- 1913: Das Abendrot der Weltgeschichte, Chemnitz
- 1913: An mein Volk, Wandsbek-Hamburg
- 1913: Der auferstandene Heiland, Chemnitz (zusammen mit Robert Leinweber)
- 1913: Der Balkankrieg im Lichte der Wahrheit, Chemnitz
- 1913: Vom Land der Schönheit ins Reich der Wahrheit, Chemnitz
- 1913: Vorbei am Riff, Stuttgart
- 1914: Brennende Fragen der Christenheit in unserer Zeit, Stuttgart
- 1914: Der deutsche Soldat im Felde, Stuttgart
- 1914: Der deutsche Soldat im Lazarett, Stuttgart
- 1914: Deutscher Kampf und Sieg, Chemnitz
- 1914: Dreißig Thesen an die Türe unserer Kirchenfeinde, Stuttgart
- 1914: Durchgebrochen!, Stuttgart
- 1914: Französischer Atheismus oder deutsches Christentum?, Chemnitz
- 1914: Gott hat uns geholfen! Wer gibt ihm die Ehre?, Chemnitz
- 1914: In diesem Zeichen wirst du siegen!, Stuttgart
- 1914: Mit Gott im Krieg, Stuttgart
- 1914: Neujahrsgruß an das deutsche Volk und seine Streiter, Stuttgart
- 1914: Rose im Tau, Stuttgart
- 1914: Die Sturmflut, Stuttgart
- 1914: Unser Trost in schwerer Kriegsnot, Chemnitz
- 1914: Unseres Gottes Kriegshilfe, Chemnitz
- 1914: Weihnachtsgruß an unsere Helden im Felde und im Lazarett, Chemnitz
- 1914: Wenn Liebe und Haß sich begegnen, Stuttgart
- 1914: Wohin führt der gegenwärtige Weltkrieg?, Chemnitz
- 1915: Auf Heldenspuren, Stuttgart
- 1915: Felsen der Wahrheit, Schwerin
- 1915: Die inneren Feinde des deutschen Volkes, Stuttgart
- 1915: Meines Bruders Heldentod, Stuttgart
- 1915: Seines Wortes stille Kraft, Chemnitz
- 1915: Die Sphinx der Gegenwart, Chemnitz
- 1916: Die große Stunde der Mitternacht, Chemnitz
- 1916: Im Sturm über das Meer der letzten Zeit, Chemnitz
- 1916: Leben wir in der letzten Zeit?, Chemnitz
- 1916: Die vier Reiter der Offenbarung, Chemnitz
- 1917: Der Bau auf Felsengrund, Chemnitz
- 1917: Dein Reich komme!, Chemnitz
- 1917: Das große Buch vom Ende, Chemnitz
- 1917: Kampf und Sieg im unsichtbaren Reich, Chemnitz
- 1917: Überwinden im letzten Streit, Chemnitz
- 1917: Wachen - Warten -Wirken, Chemnitz
- 1917: Die Wiederkunft Jesu, unsere Hoffnung, Chemnitz
- 1918: Endlich daheim!, Gießen
- 1918: Ganze, wetterfeste Männer, Chemnitz
- 1918: Gesundes Christentum, Stuttgart
- 1919: Deutschlands einzige Rettung!, Gießen
- 1919: Die erste Auferstehung, Gießen
- 1919: Die gewaltigen Zeichen der Zeit und ihre Mahnung, Stuttgart
- 1920: Ablegen, Laufen, Aufsehen!, Gießen
- 1920: Beweise, daß Gott lebt, Gießen
- 1920: Das Ende aller Dinge, Gießen
- 1920: Geduld und Glaube der Heiligen, Gießen
- 1920: Das größte Wunder unseres Lebens, Gießen
- 1920: Hat das Christentum versagt?, Gießen
- 1920: Hochzeit des Lammes, Gießen
- 1920: Jesus, der Allgewaltige, Gießen
- 1920: Kleine Geschichten von großen Dingen, Gießen
- 1920: Die köstliche Perle, Gießen
- 1920: Krone des Lebens, Liebe bist du!, Gießen
- 1920: Eine lichte Nacht, Chemnitz
- 1920: Recht frei!, Gießen
- 1920: Rettung im Zusammenbruch, Gießen
- 1920: Das tausendjährige Reich, Gießen
- 1920: Unverlierbare Schätze, Gießen
- 1920: War Jesus wirklich nur ein Mensch?, Gießen
- 1920: Warum brauchen wir das alte Evangelium?, Gießen
- 1920: Was nützt uns heute noch der Glaube?, Gießen
- 1920: Was predigt uns die Natur, Gießen
- 1920: Worte des Lebens für uns und unsere Zeit, Gießen
- 1921: Im Dienst der Liebe, Stuttgart
- 1921: Die Meistergeige, Gießen [u. a.]
- 1922: Allerlei Menschen von heute, Gießen [u. a.]
- 1922: Die Harfe der Hugenottin, Gießen [u. a.]
- 1922: So spricht das Leben, Luzern [u. a.]
- 1923: Gesprengte Ketten, Gießen [u. a.]
- 1923: Was das Leben neu gestaltet, Basel
- 1926: Die drei Paradiese, Kornthal, Württ.
- 1926: Die Geschichte des alten Hauses, Korntal (Württ.)
- 1926: Die  größte Liebe, Korntal (Württ.)
- 1926: Die heimliche Freude, Korntal (Württ.)
- 1926: Im Sonnenschein der Liebe, Korntal (Württ.)
- 1926: Quellen der Freude, Kornthal (Württ.)
- 1926: Des Turmwarts Töchterlein, Korntal (Württ.)
- 1926: Um den Abend wird es licht, Korntal (Württ.)
- 1926: Was die Sonne vermag, Korntal (Württ.)
- 1926: Weltreich und Gottesreich, Korntal, Württ.
- 1926: Ein Wohlgeruch Christi, Korntal, Württ.
- 1927: Eltern nach dem Herzen Gottes, Korntal (Württ.)
- 1927: Kinder der Berge, Korntal (Württemberg)
- 1927: Über den dreifaltigen Reichtum des Wortes, Berlin
- 1928: Balthasar Rapunzel, Korntal
- 1928: Die Goldkette des Junkers, Korntal
- 1928: Himmelspforten, Korntal
- 1928: Die Nachtigall von Haarlem, Korntal
- 1928: Sonne des Südens, Korntal
- 1930: Sonnensegen auf Schattenwegen, Korntal (Württ.)
- 1930: Der überfließende Brunnen, Korntal
- 1931: Am Krankenbette Deutschlands, Korntal (Württ.)
- 1931: Die Weltlage und der Christ, Korntal (Württ.)
- 1932: Paul Heim, Korntal
- 1933: Der Brunnen von Aquileja, Korntal
- 1933: Wilhelm von Oranien, Gießen [u. a.]
- 1934: Heimische Erde, Stuttgart
- 1934: Peter findet einen Schatz, Stuttgart
- 1934: Das Tonerl von der Hochwaldner Alm, Stuttgart
- 1934: Zwischen Fels und Flut, Stuttgart
- 1935: An den Brennpunkten dreier Erdteile, Stuttgart
- 1935: Licht von seinem Lichte, Stuttgart
- 1938: Das neue Geschlecht, Stuttgart
- 1938: Wenn das Herz spricht, Elmshorn
- 1939: Ohm Bastians zehn Gebote für Eheleute, Hamburg-Wandsbek
- 1941: Die zwei Meisterstücke und andere Erzählungen, Stuttgart